# Sukhoi Su-37
O Sukhoi Su-37 (designação da OTAN: Flanker-F) é uma aeronave experimental monoposta, multiusos e de supermanobrabilidade projetada pela Sukhoi.
O desenvolvimento derivou do Sukhoi Su-27 "Flanker", sendo modificado sobre os protótipos da primeira geração do Sukhoi Su-35 (T10M). Possui sistemas de aviônica e sistema de controle de disparo avançados. Uma das suas atualizações mais notórias são os sistemas de empuxo vetorial dos motores. Somente duas unidades foram convertidas para esse modelo em específico.
Durante o programa de teste de voo do Su-35, os controles ativos no decorrer de dogfights não podiam ser adicionados, fazendo com que a Sukhoi explorasse a aplicação de sistemas de empuxo vetorial para melhorar as características em tais situações. O primeiro Su-37 foi convertido a partir da décima primeira unidade do Su-35, fazendo o seu primeiro voo em abril de 1996, na cidade de Jukovski. O segundo modelo foi introduzido em 1998. Com o decorrer do programa, o Su-37 demonstrou publicamente as suas características em vários shows aéreos, concretizando manobras impossíveis de serem realizadas com métodos de controle comuns, inclusive a acrobacia aérea 360º somesault (Kulbit). Apesar das potenciais vantagens, o Su-37 não entrou em produção e a sua tecnologia foi utilizada para atualizar aeronaves da família Su-27, como é o caso do Su-30 de exportação e versão modernizada do Su-35.

## Design e desenvolvimento
Os primeiros registros do sistema de empuxo vetorial nos motores com a Sukhoi relatam ao ano de 1983. O departamento de design estudou duas dimensões (2D) para o bocal do vetor, concepção a qual acreditava-se no Ocidente era a melhor forma de controlar o impulso. A Sukhoi modificou um Su-27UB-PS de dois tripulantes com um bucal 2D para verificação de viabilidade de tal tipo. No entanto, o designer chefe, Mikhail Simonov, acreditava que bucais assimétricos em três dimensões (3D) fossem mais adequados. Por solicitação da Sukhoi, experimentos de ambos os tipos de bucais foram feitos pelo Instituto de Pesquisas Aeronáutico Siberiano (SibNIA).
Enquanto isso, a Sukhoi estava ocupada com o programa T10M (que posteriormente seria renomeado para Su-35 em 1993), que foi a atualização mais significativa sobre o Su-27. O T10M iria incorporar modificações aerodinâmicas, melhores aviônicas e armamentos, além de otimizado sistema de propulsão e redesenho para melhorar sua agilidade. O primeiro protótipo de Su-27M (T-10S-70) teve seu voo inicial no dia 28 de Junho de 1988. Mudanças na base do Su-27 incluíram canard, melhores motores, novo radar e um sistema digital de controle de voo fly-by-wire. Posteriormente os protótipos do Su-35 possuíram glass cockpit e estabilizadores verticais modificados. A construção do Su-35 teve presença significativa de compostos, incluindo liga Alumínio-Lítio (Al-Li). A aeronave, assim como o Su-27, possuía capacidade de realizar a acrobacia aérea "Pugachev's Cobra" e Tailslide, contudo, durante essas manobras de baixa velocidade, controles ativos não poderiam ser usados porque as superfícies de controle de voo da aeronave demonstravam-se ineficazes.

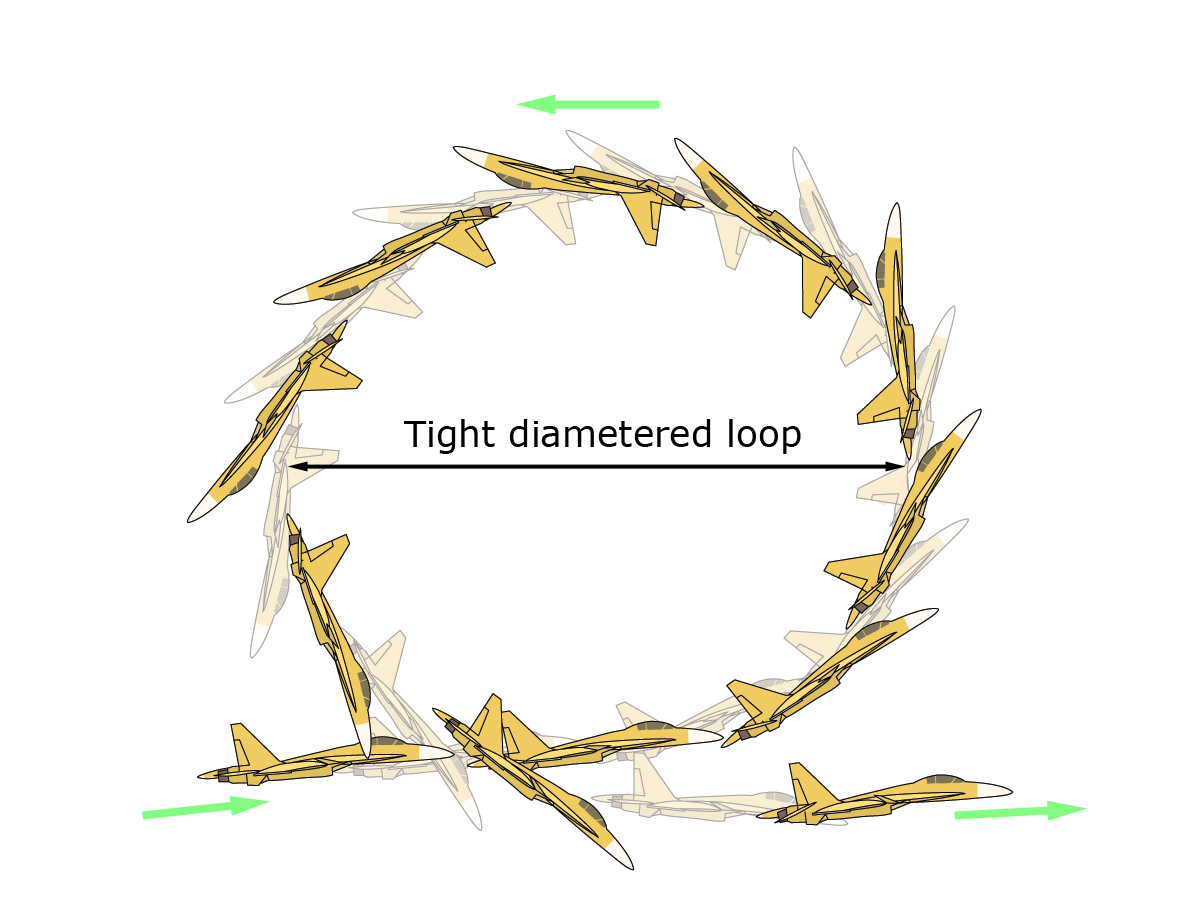
The Su-37 pode fazer o 360° "Frolov Chakra", demonstrando sua supermanobrabilidade

Em 1995, o décimo primeiro protótipo T10M, o T10M-11, foi entregue para a oficina experimental da Sukhoi para ser equipado com sistemas exclusivos. Construído pela KnAAPO (Komsomolsk-on-Amur), a estrutura foi melhorada com fibra de carbono e liga Alumínio-Lítio. Foi instalado um sistema 2D bocal vetorial nos dois turbofan Lyulka AL-31FP, provisoriamente até que estivessem disponíveis motores AL-37FU (sigla para Forsazh Upravleniye, "pós-combustão controlada"). Um sistema de controle vetorial 3D continuou em desenvolvimento para o AL-37FU, sendo o AL-31FP uma versão híbrida combinando especificações do AL-31F e controle vetorial do AL-37FU. Com o bucal de 2D, o AL-31FP possuía mudança de vetor de 15°. Os motores incorporavam a nova geração 2D TVC de vetores, além de resistente a mudanças e rotações planas, dava maior confiabilidade e manobrabilidade mesmo quando o ângulo de ataque era de 180º.
O sistema de controle de disparo também foi melhorado. Um radar passivo de escaneamento eletrônico N-011M BARS foi adicionado, possuindo a capacidade de localizar 15 alvos aéreos e guiar 4 mísseis ar-ar disparados. Na cauda da aeronave tinha um radar N-012, com possibilidade de visualização horizontal em 120º e em elevação. O Su-37 também possuía um pacote avançado de contramedidas eletrônicas, além da capacidade de carregar armas ar-ar e ar-solo em seus 12 pilones aeronáuticos. Com uma vasta gama de armamentos disponíveis, podia carregar até 8000kg. Possui uma metralhadora 30 mm GSh-30-1 com 150 disparos.
Em vez de utilizar um sistema de instrumentos analógico, fator tradicional em aviões russos, o cockpit tinha 4 shape T Sextan Avionique (Thales) com display multifuncional (MFD) LCD. Nesses visores apresentam informações de voo, navegação, status dos sistemas, armamentos e seleções e informação de situação tática. O piloto, o qual possui um head up display (HUD) na sua frente, está sentado em um assento ejetor K-36DM inclinado 30º para ajudar contra as forças G. O piloto conduz com um side-stick e sensor de pressão de aceleração. A configuração de controle duplo de voo foi desenhado para prevenir o piloto de perder o contato com os controles quando a aeronave está envolvida em manobras rápidas de aceleração vetorial. Ambos os reguladores, o fixo de aceleração e o side-stick, promovem pontos seguros para o piloto segurar suas mãos.
Com a pintura com esquemas em areia e marrom, a aeronave recebeu o código 711 Blue, sendo mudado posteriormente para 711 White. Seu primeiro voo ocorreu em 2 de Abril de 1996 em Jukovsky com o piloto Yevgeni Frolov. O bucal foi bloqueado nesse voo, não entrando em ação até o sexto voo de testes, quando o sistema de empuxo vetorial foi introduzido. Frolov juntamente com Igor Votintsev, nos doze dias seguintes, acumularam 12 voos.

## Histórico operacional

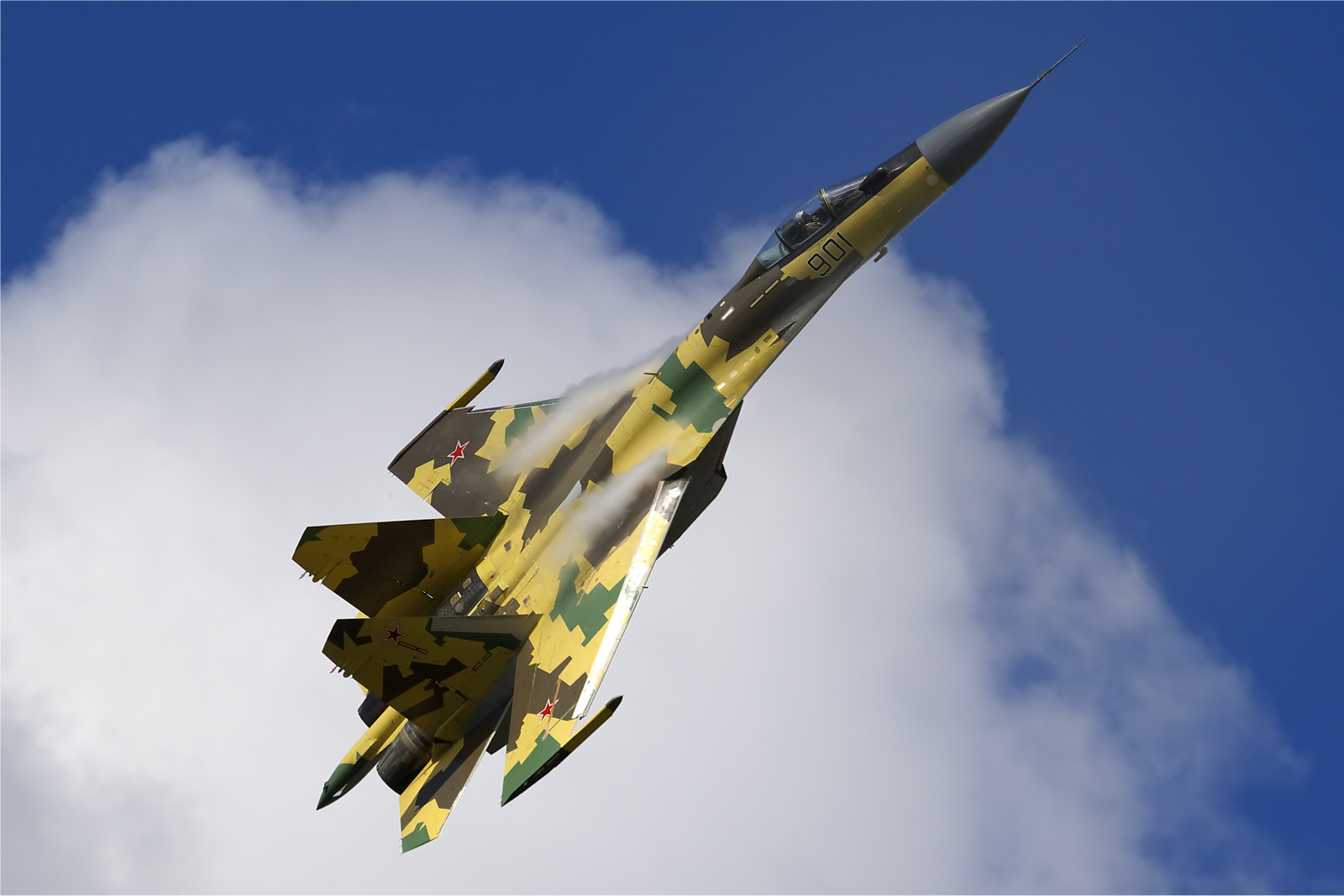
Um Su-35S modernizado realizando no Evento Internacional de Aviação e Show Espacial de Moscow em 2009. Essa aeronave possui tecnologia de controle de empuxo vetorial, similar ao Su-37

O 711 Blue foi demonstrado à imprensa na primavera de 1996, em Jukovski, sendo, na época, redesignado para Su-37. A introdução ao público geral ocorreu em setembro daquele mesmo ano, no Show Aéreo de Farnborough, onde foi pilotado por Yevgeni Frolov, um piloto de testes da própria Sukhoi. O foco do show foi a performance da "Super Cobra", quando a aeronave realizou uma manobra frontal de 180º e literalmente voou com a calda no outro extremo por alguns segundos, por fim, evoluiu para uma de 360º, a "Frolov Chakra". No mesmo ano, a aeronave chegou no quinto e último dia do Show Aéreo de Paris para realizar cinco apresentações, na qual a quarta foi marcada um um incidente menor, quando uma extensão da carenagem inferior foi movida e impossibilitou a retração do trem de pouso. Também esteve presente no Show Aéreo MAKS, Exibição Internacional de Defesa de Dubai, e além do FIDAE de 1998, Chile. Posteriormente dois Su-37 apareceram com a designação "Su-37MR" em suas carenagens.
Em 1998, houve um relatório indicando que um segundo Su-37 (T10M-12) foi convertido similarmente, isso antes de realizar o seu primeiro voo em 23 de março do mesmo ano, não há confirmações de veracidade. Seguidamente, o 712 (com o número 703 e três aviões seriais produzidos nº 86, 87 e 88) foram adicionados ao grupo de testes Russkie Vityazi. Voos de testes e demonstrações mantiveram-se até 2000.
Em 2001, o protótipo 711 foi atualizado com motores AL-37FU, sistemas de controle de voo fly-by-wire e aviônica novos. Em dezembro de 2002, o 711 caiu no decorrer de um ferry flight, o que levou ao encerramento efetivo do programa. A falha foi identificada como um problema de dano estrutural no estabilizador horizontal direito, causando uma quantidade extensiva de peso em curvas de alta força G. O Su-37 não chegou ao estágio de produção, decorrendo ao longo dos anos 2000 na introdução de diversas modernizações no Su-27, assim como Sukhoi Su-30MKI e a segunda geração do Su-35. Colocando melhorias nos sistemas de aviônica, radar e controle de empuxo vetorial nos motores de tais modelos.

#### Outras aeronaves Sukhoi:
- Sukhoi Su-27
- Sukhoi Su-30
- Sukhoi Su-33
- Sukhoi Su-34
- Sukhoi Su-35
- Sukhoi Su-47
- Sukhoi Su-57

#### Aviões de função, configuração e era semelhantes:
- General Dynamics F-16 VISTA
- McDonnell Douglas F-15 ACTIVE
- McDonnell Douglas F/A-18 HARV